# Norra Abborrtjärnen (Järnskogs socken, Värmland, 662449-129557)
Norra Abborrtjärnen är en sjö i Eda kommun i Värmland och ingår i Göta älvs huvudavrinningsområde.